# Florence Sterpin
Florence Sterpin, née le 24 mai 1968 à Jemappes (province de Hainaut), est une illustratrice, autrice de bande dessinée et de littérature d'enfance et de jeunesse belge.

## Biographie
Florence Sterpin naît le 24 mai 1968 à Jemappes. Elle se forme artistiquement à l’Institut Saint-Luc de Bruxelles dans la section bande dessinée. Puis, elle se lance dans la production et la presse pendant 5 ans aux éditions Blake et Mortimer et Claude Lefrancq. En 1995, elle fait partie des fondateurs de l'Atelier des Vosges à Paris, avec des auteurs de la nouvelle bande dessinée dont Christophe Blain, Riad Sattouf ou Joann Sfar. Ses premières publications se font dans des revues d'éditeurs indépendants tels qu'Ego comme X (1996) ou L'Association (1998-2000). En 1998, elle réalise seule le court récit de 3 planches La Vengeance de Louise dans Spirou.
En janvier 2001, elle franchit le pas pour se consacrer entièrement à la bande dessinée et à l'illustration. En 2002, elle lance la série jeunesse Zizi la chipie pour le dessinateur et coloriste David De Thuin aux éditions Casterman. Patrick Pinchart ex-rédacteur en chef du magazine Spirou écrit sur ActuaBD : « Le scénario de Florence Sterpin, bien adapté aux jeunes lecteurs, installe rapidement la personnalité des différents personnages avant de plonger dans une histoire pleine de rebondissements, qui ne s’essoufle jamais. Autant dire que, quel que soit son âge, on passe un excellent moment à la lecture de ce premier album parfaitement abouti. » Elle enchaîne l'année suivante avec le second volume intitulé Vedette de la chanson. Cet ouvrage met en scène une héroïne dont la ténacité et la conviction font du chanteur Charles Aznavour le choix des élèves de sa classe qui participent à un concours de chanson. Selon Thierry Bellefroid, chroniqueur du site BDParadisio : « personnages et dialogues sont ciselés avec humour, intelligence et ce brin d'impertinence qui ne prend pas les enfants pour des cons. [...] Bref, de la BD pour enfant comme on aimerait en voir tous les mois ! ». Elle écrit encore le troisième opus de cette série en 2004 : Premier amour dont le chroniqueur du site BD Gest' écrit « Florence Sterpin a décidé de faire vivre à sa jeune héroïne autre chose que des aventures purement rocambolesques, et la fait réfléchir sur son sort. [...] la scénariste réussit à nous faire aimer cette petite fille espiègle [...] » Les deux premiers albums sont réédités en 2013 aux éditions L'École des loisirs. 
Elle sort seule l'album jeunesse L'Anniversaire de Polly aux éditions Gallimard Jeunesse en 2008.

## Œuvre

### Publications

#### Albums de bande dessinée

##### Zizi la chipie
- 1. La Cousine d'Amérique[5],[6],[9], Casterman, coll. « Première ligne », Bruxelles, septembre 2002
Scénario : Florence Sterpin - Dessin : David De Thuin - Couleurs : quadrichromie -  (ISBN 2203356456),Réédition L'École des loisirs, coll. « mille bulles », 2013  (ISBN 9782211206747).
- 2. Vedette de la chanson[7],[10], Casterman, coll. « Première ligne », Bruxelles, mai 2003
Scénario : Florence Sterpin - Dessin et couleurs : David De Thuin -  (ISBN 2203390166),Réédition L'École des loisirs, coll. « mille bulles », 2013  (ISBN 9782211206761).
- 3. Premier amour[8], Casterman, coll. « Première ligne », Bruxelles, mars 2004
Scénario : Florence Sterpin - Dessin et couleurs : David De Thuin -  (ISBN 2203390190)

#### Collectifs
- B.N. et les sept petits adultes, Point Image, coll. « Images d'atelier », Bruxelles, janvier 1999
Scénario : collectif - Dessin : collectif dont Florence Sterpin - Couleurs : noir et blanc -  (ISBN 978-2-930110-36-3),Format comics.
- Comix 2000, L'Association, décembre 1999
Scénario : collectif - Dessin : collectif dont Florence Sterpin - Couleurs : noir et blanc -  (ISBN 284414022X)

#### Revues de bande dessinée alternative
- Ego comme X[11], no 4, septembre 1996
- Lapin no 21, L'Association, octobre 1998,  (ISBN 9782844143716)

#### Livres jeunesse comme autrice et illustratrice
- L'Anniversaire de Polly[12], Paris, Gallimard Jeunesse, coll. « Albums jeunesse », 25 août 2008, 32 p., ill.; 21,6 cm (ISBN 9782070615971)

#### Livres
: document utilisé comme source pour la rédaction de cet article.
- Jacques Fiérain, « Sterpin, Florence », dans La BD à Bruxelles et en Brabant, Charleroi, Éd. l'Âge d'or, avril 2003, 144 p., ill. ; 31 cm (ISBN 9782960119664 et 2960119665, OCLC 470388171, présentation en ligne), p. 129.
- Le 9e Rêve no 6, Bruxelles, Institut Saint-Luc de Bruxelles, École de recherche graphique, 2006, 144 p. (présentation en ligne), p. 75.
- Philippe Mellot, Michel Denni, Laurent Turpin et Isabelle Morzadec, Trésors de la bande dessinée : BDM 2023-2024 - Catalogue encyclopédique et Argus, Paris, Les Arènes, novembre 2022, 23e éd., 1677 p., ill. ; 23 cm (ISBN 9791037507280, OCLC 1351462460, présentation en ligne), p. 1487. .